# Groupement Sportif Pétrolier Algérie
A Groupement Sportif Pétrolier Algérie (UCI csapatkód: GSP) egy algír profi kerékpárcsapat volt 2011 és 2012 között.

## Keret (2012)
2012. február 5-ei állapot:
|     | Név                  | Születésnap                    |
| --- | -------------------- | ------------------------------ |
| ALG | Abdellah Ben Youcef  | 1987. április 10. (37 éves)    |
| ALG | Fathi Bennabi        | 1990. október 27. (34 éves)    |
| ALG | Abdelkarim Charef    | 1981. április 7. (43 éves)     |
| ALG | Abdelbasset Hannachi | 1985. február 2. (40 éves)     |
| ALG | Abdelmalek Kessi     | 1990. június 22. (34 éves)     |
| ALG | Azzedine Lagab       | 1986. szeptember 18. (38 éves) |

|     | Név               | Születésnap                    |
| --- | ----------------- | ------------------------------ |
| ALG | Ismail Lalouchi   | 1989. július 19. (35 éves)     |
| ALG | Abdelmalek Madani | 1983. február 28. (42 éves)    |
| ALG | Youcef Reguigui   | 1990. január 9. (35 éves)      |
| ALG | Khelil Tamarante  | 1979. szeptember 19. (45 éves) |
| ALG | Lotfi Tchambaz    | 1985. november 8. (39 éves)    |